# Coupe du monde de cyclisme sur piste 2002
Navigation
Coupe du monde 2001 Coupe du monde 2003
La Coupe du monde de cyclisme sur piste 2002 est une compétition de cyclisme sur piste organisée par l'Union cycliste internationale. La saison a débuté le 19 avril 2002 et s'est terminée le 23 juin 2002.

## Classement par nations
| #  | Pays/Équipe     | Mon | Syd | Mos | Cal | Kun | Points |
| -- | --------------- | --- | --- | --- | --- | --- | ------ |
| 1  | États-Unis      | 90  | 93  | 17  | 104 | 90  | 394    |
| 2  | Allemagne       | 87  | 24  | 83  | 91  | 90  | 375    |
| 3  | Australie       | -   | 154 | 99  | -   | 25  | 278    |
| 4  | Russie          | 59  | -   | 103 | 66  | 43  | 271    |
| 5  | France          | 70  | 76  | 50  | 72  | -   | 268    |
| 6  | Pays-Bas        | 56  | 59  | 34  | 42  | 52  | 243    |
| 7  | Grande-Bretagne | 52  | 74  | 22  | 11  | 42  | 201    |
| 8  | Espagne         | 67  | -   | 42  | 82  | -   | 191    |
| 9  | Ukraine         | -   | -   | 100 | -   | 79  | 179    |
| 10 | Chine           | 30  | -   | 22  | 9   | 106 | 167    |

## Hommes

### Keirin

#### Résultats
| Date       | Lieu      | Vainqueur             | 2e               | 3e                      |
| ---------- | --------- | --------------------- | ---------------- | ----------------------- |
| avril 2002 | Monterrey | José Antonio Escuredo | Domenico Mei     | Josiah Ng On Lam        |
| mai 2002   | Sydney    | Sean Eadie            | Josiah Ng On Lam | Alwyn McMath            |
| mai 2002   | Moscou    | Ainārs Ķiksis         | Ryan Bayley      | José Antonio Villanueva |
| juin 2002  | Cali      | Jens Fiedler          | Laurent Gané     | Peter Bazalik           |
| août 2002  | Kunming   | Pavel Buráň           | Viesturs Berzins | Lampros Vasilopoulos    |

#### Classement
| Pos. | Cycliste              | Mon | Syd | Mos | Cal | Kun | Pts |
| 1.   | Pavel Buráň           | -   | -   | 6   | -   | 12  | 18  |
| 2.   | Josiah Ng On Lam      | 8   | 10  | -   | -   | -   | 18  |
| 3.   | Jeff Labauve          | -   | -   | -   | 7   | 6   | 13  |
| 4.   | Sean Eadie            | -   | 12  | -   | -   | -   | 12  |
| -    | José Antonio Escuredo | 12  | -   | -   | -   | -   | 12  |
| -    | Ainārs Ķiksis         | -   | -   | -   | 12  | -   | 12  |
| -    | Jens Fiedler          | -   | -   | 12  | -   | -   | 12  |

### Kilomètre

#### Résultats
| Date       | Lieu      | Vainqueur               | 2e                    | 3e                 |
| ---------- | --------- | ----------------------- | --------------------- | ------------------ |
| avril 2002 | Monterrey | Arnaud Tournant         | José Antonio Escuredo | Grzegorz Krejner   |
| mai 2002   | Sydney    | Chris Hoy               | Ben Kersten           | Garren Bloch       |
| mai 2002   | Moscou    | Sören Lausberg          | Andrei Vynokurov      | Jamie Staff        |
| juin 2002  | Cali      | José Antonio Villanueva | Teun Mulder           | Hervé Robert Thuet |
| août 2002  | Kunming   | Ahmed López             | Toshiaki Fushimi      | Benjamín Martínez  |

#### Classement
| Pos. | Cycliste          | Mon | Syd | Mos | Cal | Kun | Pts |
| 1.   | Wilson Meneses    | 6   | 5   | -   | 7   | -   | 18  |
| 2.   | Ahmed López       | -   | -   | 4   | -   | 12  | 16  |
| 3.   | Jamie Staff       | 7   | -   | 8   | -   | -   | 15  |
| 4.   | Grzegorz Krejner  | 8   | -   | 6   | -   | -   | 14  |
| -    | Benjamín Martínez | -   | -   | -   | 6   | 8   | 14  |

### Vitesse individuelle

#### Résultats
| Date       | Lieu      | Vainqueur        | 2e                  | 3e                |
| ---------- | --------- | ---------------- | ------------------- | ----------------- |
| avril 2002 | Monterrey | René Wolff       | Julio Cesar Herrera | Matthias John     |
| mai 2002   | Sydney    | Sean Eadie       | Arnaud Tournant     | Mickaël Bourgain  |
| mai 2002   | Moscou    | René Wolff       | Łukasz Kwiatkowski  | Florian Rousseau  |
| juin 2002  | Cali      | Laurent Gané     | Jens Fiedler        | Jan van Eijden    |
| août 2002  | Kunming   | Viesturs Berzins | Pavel Buráň         | Carsten Bergemann |

#### Classement
| Pos. | Cycliste           | Mon | Syd | Mos | Cal | Kun | Pts |
| 1.   | René Wolff         | 12  | -   | 12  | -   | -   | 24  |
| 2.   | Jeff Labauve       | 7   | -   | 3   | 5   | 6   | 21  |
| 3.   | Sean Eadie         | -   | 12  | 6   | -   | -   | 18  |
| 4.   | Łukasz Kwiatkowski | -   | 5   | 10  | -   | -   | 15  |
| 5.   | Pavel Buráň        | -   | -   | 4   | -   | 10  | 14  |

### Vitesse par équipes

#### Résultats
| Date       | Lieu      | Vainqueur                                                            | 2e                                                   | 3e                                                              |
| ---------- | --------- | -------------------------------------------------------------------- | ---------------------------------------------------- | --------------------------------------------------------------- |
| avril 2002 | Monterrey | France Franck Durivaux Arnaud Dublé Arnaud Tournant                  | Allemagne Carsten Bergemann Matthias John René Wolff | Pologne Łukasz Kwiatkowski Grzegorz Krejner Damian Zieliński    |
| mai 2002   | Sydney    | Royaume-Uni Chris Hoy Alwyn McMath Andy Slater                       | France Arnaud Tournant Mickaël Bourgain Arnaud Dublé | Grèce Lampros Vasilopoulos Kleanthis Bargkas Dimitris Georgalis |
| mai 2002   | Moscou    | Royaume-Uni Jamie Staff Jason Queally Chris Hoy                      | Australie Sean Eadie Ryan Bayley Ben Kersten         | Allemagne Matthias John Sören Lausberg René Wolff               |
| juin 2002  | Cali      | Espagne José Antonio Escuredo Salvador Melià José Antonio Villanueva | Slovaquie Peter Bazalik Jaroslav Jerabek Jan Lepka   | Cuba Julio César Herrera Damian Gainza Yosmani Poll             |
| août 2002  | Kunming   | Tchéquie                                                             | Japon                                                | Grèce                                                           |

#### Classement
| Pos. | Cycliste        | Mon | Syd | Mos | Cal | Kun | Pts |
| 1.   | Grande-Bretagne | -   | 12  | 12  | -   | -   | 24  |
| 2.   | France          | 12  | 10  | -   | -   | -   | 22  |
| 3.   | Japon           | 5   | -   | 7   | -   | 10  | 22  |
| 4.   | Grèce           | 4   | 8   | -   | -   | 8   | 20  |
| 5.   | Espagne         | 6   | -   | 1   | 12  | -   | 19  |

### Poursuite individuelle

#### Résultats
| Date       | Lieu      | Vainqueur         | 2e              | 3e                 |
| ---------- | --------- | ----------------- | --------------- | ------------------ |
| avril 2002 | Monterrey | Paul Manning      | Sergio Escobar  | Volodymyr Dyudya   |
| mai 2002   | Sydney    | Peter Dawson      | Hayden Roulston | Stefan Steinweg    |
| mai 2002   | Moscou    | Jens Lehmann      | Luke Roberts    | Alexei Markov      |
| juin 2002  | Cali      | Tomas Vaitkus     | Stefan Steinweg | Fabien Sanchez     |
| août 2002  | Kunming   | Sebastian Siedler | Michael Tillman | Lyubomyr Polatayko |

#### Classement
| Pos. | Cycliste           | Mon | Syd | Mos | Cal | Kun | Pts |
| 1.   | Tomas Vaitkus      | -   | -   | 6   | 12  | -   | 18  |
| 2.   | Stefan Steinweg    | -   | 8   | -   | 10  | -   | 18  |
| 3.   | Michael Tillman    | 5   | -   | -   | -   | 10  | 15  |
| 4.   | Lyubomyr Polatayko | -   | -   | 7   | -   | 8   | 15  |
| 5.   | José Serpa         | 3   | 6   | -   | 5   | -   | 14  |

### Poursuite par équipes

#### Résultats
| Date       | Lieu      | Vainqueur                                                                        | 2e                                                                             | 3e                                                                                    |
| ---------- | --------- | -------------------------------------------------------------------------------- | ------------------------------------------------------------------------------ | ------------------------------------------------------------------------------------- |
| avril 2002 | Monterrey | Biélorussie Dzmitry Aulasenka Vasil Kiryienka Viktar Rapinski Yauhen Sobal       | Royaume-Uni Russel Anderson Tim Buckle Steve Cummings Paul Manning             | Pays-Bas Jens Mouris Peter Schep Robert Slippens Wilco Zuijderwijk                    |
| mai 2002   | Sydney    | Nouvelle-Zélande Hayden Roulston Gregory Henderson Matthew Randall Lee Vertongen | Australie Peter Dawson Stephen Wooldridge Rodney McGee Mark Renshaw            | Grèce Ioannis Tsakouridis Vasilos Gianniosis Elpidofóros Potourídis Kostas Rodopoulos |
| mai 2002   | Moscou    | Russie                                                                           | Ukraine                                                                        | Allemagne                                                                             |
| juin 2002  | Cali      | Italie Massimo Strazzer Maicol Valgiusti Alessandro Mazzolani Angelo Ciccone     | Lituanie Tomas Vaitkus Sergejus Apionkinas Aivaras Baranauskas Vytautas Kaupas | Espagne Guillermo Ferrer Asier Maeztu Isaac Gálvez Cristóbal Forcadell                |
| août 2002  | Kunming   | Allemagne                                                                        | Ukraine                                                                        | Pologne                                                                               |

#### Classement
| Pos. | Cycliste  | Mon | Syd | Mos | Cal | Kun | Pts |
| 1.   | Allemagne | -   | -   | 8   | -   | 12  | 20  |
| 2.   | Ukraine   | -   | -   | 10  | -   | 10  | 20  |
| 3.   | Pologne   | -   | 7   | 3   | -   | 8   | 18  |
| 4.   | Colombie  | 6   | 5   | -   | 7   | -   | 18  |
| 5.   | Australie | -   | 10  | 7   | -   | -   | 17  |

### Course aux points

#### Résultats
| Date       | Lieu      | Vainqueur       | 2e                  | 3e                |
| ---------- | --------- | --------------- | ------------------- | ----------------- |
| avril 2002 | Monterrey | Milton Wynants  | Leonardo Duque      | Juan Curuchet     |
| mai 2002   | Sydney    | Mark Renshaw    | Jean-Pierre van Zyl | Gregory Henderson |
| mai 2002   | Moscou    | Graeme Brown    | Sergey Lavrenenko   | Makoto Iijima     |
| juin 2002  | Cali      | Colby Pearce    | Joan Llaneras       | Franz Stocher     |
| août 2002  | Kunming   | Franco Marvulli | Colby Pearce        | Volodymyr Rybin   |

#### Classement
| Pos. | Cycliste          | Mon | Syd | Mos | Cal | Kun | Pts |
| 1.   | Colby Pearce      | -   | -   | -   | 12  | 10  | 22  |
| 2.   | Leonardo Duque    | 10  | -   | -   | 6   | -   | 16  |
| 3.   | Jukka Heinikainen | 2   | -   | 6   | -   | 6   | 14  |
| 4.   | Joan Llaneras     | 3   | -   | -   | 10  | -   | 13  |
| 5.   | Graeme Brown      | -   | -   | 12  | -   | -   | 12  |
| -    | Franco Marvulli   | -   | -   | -   | -   | 12  | 12  |
| -    | Mark Renshaw      | -   | 12  | -   | -   | -   | 12  |
| -    | Milton Wynants    | 12  | -   | -   | -   | -   | 12  |

### Américaine

#### Résultats
| Date       | Lieu      | Vainqueur                                          | 2e                                         | 3e                                         |
| ---------- | --------- | -------------------------------------------------- | ------------------------------------------ | ------------------------------------------ |
| avril 2002 | Monterrey | Espagne Miguel Alzamora Joan Llaneras              | Argentine Juan Curuchet Edgardo Simón      | Suisse Alexander Aeschbach Franco Marvulli |
| mai 2002   | Sydney    | Nouvelle-Zélande Gregory Henderson Hayden Roulston | Australie Mark Renshaw Darren Young        | Pays-Bas Robert Slippens Danny Stam        |
| mai 2002   | Moscou    | Autriche Franz Stocher Roland Garber               | Suisse Alexander Aeschbach Franco Marvulli | Australie Mark Renshaw Scott McGrory       |
| juin 2002  | Cali      | Allemagne                                          | Australie                                  | États-Unis                                 |
| août 2002  | Kunming   | Suisse Franco Marvulli Alexander Aeschbach         | États-Unis Michael Tillman Colby Pearce    | Allemagne Guido Fulst Andreas Müller       |

#### Classement
| Pos. | Cycliste   | Mon | Syd | Mos | Cal | Kun | Pts |
| 1.   | Allemagne  | -   | 7   | 7   | 12  | 8   | 34  |
| 2.   | Suisse     | 8   | -   | 10  | -   | 12  | 30  |
| 3.   | Autriche   | -   | -   | 12  | 10  | -   | 22  |
| 4.   | États-Unis | 4   | -   | -   | 8   | 10  | 22  |
| 5.   | Australie  | -   | 10  | 8   | -   | -   | 18  |

### Scratch

#### Résultats
| Date       | Lieu      | Vainqueur          | 2e              | 3e                      |
| ---------- | --------- | ------------------ | --------------- | ----------------------- |
| avril 2002 | Monterrey | Franco Marvulli    | Robert Slippens | James Carney            |
| mai 2002   | Sydney    | Robert Slippens    | James Carney    | Leonardo Duque          |
| mai 2002   | Moscou    | Lyubomyr Polatayko | Miguel Alzamora | Ivan Vrba               |
| juin 2002  | Cali      | Matthew Gilmore    | James Carney    | Luis Fernando Sepulveda |
| août 2002  | Kunming   | Ivan Vrba          | Franco Marvulli | Tony Gibb               |

#### Classement
| Pos. | Cycliste        | Mon | Syd | Mos | Cal | Kun | Pts |
| 1.   | James Carney    | 8   | 10  | -   | 10  | -   | 28  |
| 2.   | Franco Marvulli | 12  | -   | 1   | -   | 10  | 23  |
| 3.   | Ivan Vrba       | 3   | -   | 8   | -   | 12  | 23  |
| 4.   | Robert Slippens | 10  | 12  | -   | -   | -   | 22  |
| 5.   | Matthew Gilmore | -   | 6   | -   | 12  | -   | 18  |

## Femmes

### Keirin

#### Résultats
| Date       | Lieu      | Vainqueur             | 2e              | 3e                    |
| ---------- | --------- | --------------------- | --------------- | --------------------- |
| avril 2002 | Monterrey | Yumari González       | Katrin Meinke   | Svetlana Grankovskaya |
| mai 2002   | Sydney    | Rosealee Hubbard      | Michelle Ferris | Lori-Ann Muenzer      |
| mai 2002   | Moscou    | Iryna Yanovych        | Céline Nivert   | Jennie Reed           |
| juin 2002  | Cali      | Svetlana Grankovskaya | Clara Sanchez   | Daniela Larreal       |
| août 2002  | Kunming   | Li Na                 | Fang Tian       | Jennie Reed           |

#### Classement
| Pos. | Cycliste              | Mon | Syd | Mos | Cal | Kun | Pts |
| 1.   | Svetlana Grankovskaya | 8   | -   | 4   | 12  | -   | 24  |
| 2.   | Li Na                 | -   | -   | 3   | 6   | 12  | 21  |
| 3.   | Jennie Reed           | 4   | -   | 8   | -   | 8   | 20  |
| 4.   | Rosealee Hubbard      | -   | 12  | -   | -   | 4   | 16  |
| 5.   | Fang Tian             | -   | -   | 6   | -   | 10  | 16  |

### 500 mètres

#### Résultats
| Date       | Lieu      | Vainqueur           | 2e                | 3e               |
| ---------- | --------- | ------------------- | ----------------- | ---------------- |
| avril 2002 | Monterrey | Natalia Tsylinskaya | Nancy Contreras   | Katrin Meinke    |
| mai 2002   | Sydney    | Tanya Lindenmuth    | Julie Paulding    | Nancy Contreras  |
| mai 2002   | Moscou    | Natalia Tsylinskaya | Tamilia Abassova  | Jiang Yonghua    |
| juin 2002  | Cali      | Tammy Thomas        | Tatiana Malianova | Yumari González  |
| août 2002  | Kunming   | Yonghua Jiang       | Kathrin Freitag   | Yvonne Hijgenaar |

#### Classement
| Pos. | Cycliste            | Mon | Syd | Mos | Cal | Kun | Pts |
| 1.   | Yonghua Jiang       | 5   | -   | 8   | -   | 12  | 25  |
| 2.   | Natalia Tsylinskaya | 12  | -   | 12  | -   | -   | 24  |
| 3.   | Yvonne Hijgenaar    | 1   | -   | 5   | 5   | 8   | 19  |
| 4.   | Tanya Lindenmuth    | 6   | 12  | -   | -   | -   | 18  |
| 5.   | Nancy Contreras     | 10  | 8   | -   | -   | -   | 18  |

### Vitesse individuelle

#### Résultats
| Date       | Lieu      | Vainqueur             | 2e                    | 3e               |
| ---------- | --------- | --------------------- | --------------------- | ---------------- |
| avril 2002 | Monterrey | Natalia Tsylinskaya   | Svetlana Grankovskaya | Tammy Thomas     |
| mai 2002   | Sydney    | Tammy Thomas          | Tanya Lindenmuth      | Lori-Ann Muenzer |
| mai 2002   | Moscou    | Natalia Tsylinskaya   | Svetlana Grankovskaya | Tamilia Abassova |
| juin 2002  | Cali      | Svetlana Grankovskaya | Tammy Thomas          | Susan Panzer     |
| août 2002  | Kunming   | Li Na                 | Kathrin Freitag       | Fang Tian        |

#### Classement
| Pos. | Cycliste              | Mon | Syd | Mos | Cal | Kun | Pts |
| 1.   | Svetlana Grankovskaya | 10  | -   | 10  | 12  | -   | 32  |
| 2.   | Tammy Thomas          | 8   | 12  | -   | 10  | -   | 30  |
| 3.   | Natalia Tsylinskaya   | 12  | -   | 12  | -   | -   | 24  |
| 4.   | Tanya Lindenmuth      | 7   | 10  | -   | 5   | -   | 22  |
| 5.   | Lori-Ann Muenzer      | 5   | 8   | -   | 6   | -   | 19  |

### Poursuite individuelle

#### Résultats
| Date       | Lieu      | Vainqueur            | 2e              | 3e                  |
| ---------- | --------- | -------------------- | --------------- | ------------------- |
| avril 2002 | Monterrey | Emma Davies          | Erin Mirabella  | Anouska van der Zee |
| mai 2002   | Sydney    | Sarah Ulmer          | Sara Symington  | Cathy Moncassin     |
| mai 2002   | Moscou    | Leontien van Moorsel | Olga Slyusareva | Katherine Bates     |
| juin 2002  | Cali      | Rasa Mazeikyte       | Lada Kozlíková  | Erin Mirabella      |
| août 2002  | Kunming   | Elena Tchalykh       | Amy Safe        | Christina Becker    |

#### Classement
| Pos. | Cycliste          | Mon | Syd | Mos | Cal | Kun | Pts |
| 1.   | Erin Mirabella    | 10  | 7   | -   | 8   | -   | 25  |
| 2.   | Rasa Mazeikyte    | -   | -   | 6   | 12  | -   | 18  |
| 3.   | María Luisa Calle | 6   | 5   | -   | 6   | -   | 17  |
| 4.   | Amy Safe          | -   | 6   | -   | -   | 10  | 16  |
| 5.   | Elena Tchalykh    | -   | -   | -   | 3   | 12  | 15  |

### Course aux points

#### Résultats
| Date       | Lieu      | Vainqueur       | 2e                      | 3e              |
| ---------- | --------- | --------------- | ----------------------- | --------------- |
| avril 2002 | Monterrey | Belem Guerrero  | Limei Yang              | Puxiang Zheng   |
| mai 2002   | Sydney    | Sarah Hammer    | Cathy Moncassin         | Sarah Ulmer     |
| mai 2002   | Moscou    | Olga Slyusareva | Neringa Raudonyte       | Katherine Bates |
| juin 2002  | Cali      | Belem Guerrero  | Gema Pascual Torrecilla | Anke Wichmann   |
| août 2002  | Kunming   | Elena Tchalykh  | Puxiang Zheng           | Vera Carrara    |

#### Classement
| Pos. | Cycliste       | Mon | Syd | Mos | Cal | Kun | Pts |
| 1.   | Belem Guerrero | 12  | -   | -   | 12  | -   | 24  |
| 2.   | Elena Tchalykh | -   | -   | -   | 6   | 12  | 18  |
| 3.   | Puxiang Zheng  | 8   | -   | -   | -   | 10  | 18  |
| 4.   | Limei Yang     | 10  | -   | -   | -   | 7   | 17  |
| 5.   | Erin Mirabella | 7   | 7   | -   | 3   | -   | 17  |

### Scratch

#### Résultats
| Date       | Lieu      | Vainqueur       | 2e                 | 3e              |
| ---------- | --------- | --------------- | ------------------ | --------------- |
| avril 2002 | Monterrey | Erin Mirabella  | Mandy Poitras      | Belem Guerrero  |
| mai 2002   | Sydney    | Sarah Ulmer     | Sarah Hammer       | Cathy Moncassin |
| mai 2002   | Moscou    | Olga Slyusareva | Rochelle Gilmore   | Rikke Sandhøj   |
| juin 2002  | Cali      | Mandy Poitras   | Erin Mirabella     | Lada Kozlíková  |
| août 2002  | Kunming   | Elena Tchalykh  | Lyudmyla Vypyraylo | Adrie Visser    |

#### Classement
| Pos. | Cycliste           | Mon | Syd | Mos | Cal | Kun | Pts |
| 1.   | Erin Mirabella     | 12  | 4   | -   | 10  | -   | 26  |
| 2.   | Mandy Poitras      | 10  | -   | -   | 12  | -   | 22  |
| 3.   | Rochelle Gilmore   | -   | 7   | 10  | -   | -   | 17  |
| 4.   | Adrie Visser       | -   | -   | 4   | 5   | 8   | 17  |
| 5.   | Lyudmyla Vypyraylo | -   | -   | 6   | -   | 10  | 16  |